# 堀川町 (富山県)
堀川町（ほりかわまち）は、かつて富山県上新川郡にあった町。

## 沿革
- 1889年（明治22年）4月1日 - 町村制の施行により、上新川郡大町村、上堀村、下堀村、本郷下新村、今泉村、太郎丸村、二口村、根塚村、布瀬村、下黒瀬村、上掛尾村、上新保村、上本郷村、下掛尾村の区域の一部、大泉村の区域の一部、西田地方村の区域の一部、西中野村の区域の一部、磯部村の区域の一部、小泉村の区域の一部及び安野屋村の区域の一部をもって、上新川郡堀川村（ほりかわむら）が発足する。町制施行当時の人口は7,599人[3]。
- 1891年（明治24年） - 小泉地内に村役場設置（それまでは大町に臨時の村役場が置かれていた）[4]。
- 1909年（明治42年）4月1日 - 区域の一部を富山市に編入する。
- 1931年（昭和6年）4月1日 - 町制施行して、堀川町となる。
- 1942年（昭和17年）5月20日 - 富山市に編入する。
  - 現在富山市内に所在する堀川町という地名は、合併当時の町長であった野上資良が『堀川』の町名を残すために、大字上掛尾から改称する形で名付けられたものである[5][6]。